# Берко, Михаил Алексеевич
Михаи́л Алексе́евич Берко́ (30 января 1954, Иркутская область - 29 мая 2019)— советский и российский тренер по боксу. В течение многих лет работал тренером-преподавателем в ДЮСШ № 1 города Усолье-Сибирское, личный тренер чемпиона Европы, бронзового призёра Олимпийских игр Альберта Пакеева, заслуженный тренер России (1996).

## Биография
Михаил Берко родился 30 января 1954 года в Иркутской области в многодетной деревенской семье. В двенадцать лет лишился матери и оказался в интернате в городе Усолье-Сибирское. В возрасте четырнадцати лет начал серьёзно заниматься боксом: «С этого момента началась совершенно другая жизнь, новые цели и стремления, на всякую ерунду, чем, бывает, увлекается молодежь, не осталось ни времени, ни желания».
Учился в Усольском химико-технологическом техникуме и одновременно с этим работал слесарем на предприятии химической промышленности, позже проходил срочную службу в рядах Вооружённых Сил СССР — состоял в Спортивном клубе армии Забайкальского военного округа в Чите, участник и призёр многих армейских соревнований. По окончании срока службы вернулся в Усолье-Сибирское и продолжил работать на Химпроме.
Тренерскую деятельность начал ещё в 1975 году в спортивном клубе «Старт». Начиная с 1984 года работал тренером-преподавателем на отделении бокса в муниципальном образовательном учреждении дополнительного образования детей «Детская юношеская спортивная школа № 1», где в течение нескольких десятилетий подготовил многих талантливых спортсменов. Один из самых известных его учеников — заслуженный мастер спорта Альберт Пакеев, чемпион Европы, бронзовый призёр летних Олимпийских игр в Атланте, многократный чемпион национальных первенств. За подготовку этого спортсмена в 1996 году Михаил Берко был удостоен почётного звания «Заслуженный тренер России».
Тренер высшей квалификационной категории. Отличник народного просвещения РСФСР.
Жена — Татьяна, дети — Андрей и Юлия. Сын Андрей тоже стал довольно известным тренером по боксу. Внук Иван — также боксёр и тренер.
Умер на 66-м году жизни 29 мая 2019 года.